# Tosno (Rusia)
Tosno (en ruso: То́сно) es una ciudad del óblast de Leningrado, en Rusia. Es el centro administrativo del raión de Tosno. Cuenta con una población de 36 238 habitantes (2010). Está localizada a orillas del río Tosna, 53 km al sureste de San Petersburgo. La vía ferroviaria Moscú-San Petersburgo y la autopista M10 pasan a través de la ciudad.

## Historia
La villa de Tosno fue mencionada por primera vez en las crónicas rusas de 1500. Su desarrollo en los siglos XVIII y XIX fue principalmente debido a su localización geográfica, a camino, entre las dos capitales rusas (Moscú y San Petersburgo). Fue severamente destruida durante la Segunda Guerra Mundial y posteriormente reconstruida. Alcanzó el estatus de ciudad en 1963.

## Evolución demográfica
| Censo | 1897  | 1926  | 1939   | 1945  | 1949  | 1959   | 1970   | 1979   | 1989   | 2002   | 2010   |
| ----- | ----- | ----- | ------ | ----- | ----- | ------ | ------ | ------ | ------ | ------ | ------ |
| Pob.  | 2.798 | 4.896 | 10.170 | 4.764 | 9.200 | 15.138 | 19.564 | 24.062 | 32.459 | 38.683 | 36.238 |